# 413
Évszázadok: 4. század – 5. század – 6. század
Évtizedek: 370-es évek – 370-es évek – 380-as évek – 390-es évek – 400-as évek – 410-es évek – 420-as évek – 430-as évek – 440-es évek – 450-es évek – 460-as évek
Évek: 408 – 409 – 410 – 411 –  412 – 413 – 414 – 415 – 416 – 417 – 418

## Események

### Nyugat- és Keletrómai Birodalom
- Heraclianust (nyugaton) és Flavius Luciust (keleten) választják consulnak.
- A trónkövetelő africai kormányzó, Heraclianus nagy sereggel partra száll Itáliában hogy elűzze Honoriust, de vereséget szenved és visszamenekül Africába, ahol Karthágóban kivégzik.
- A Honoriusszal szövetséges Athaulf vizigót király legyőzi a galliai trónkövetelő Iovinus seregét és foglyul ejti annak fivérét, Sebastianust. Ezután megostromolja a Valentiába beszorult Iovinust, őt is elfogja és mindkettejüket elküldi kivégezni Honorius megbízottjának, Claudius Postumus Dardanusnak.
- Honorius az africai gabonaszállítmányok elmaradása miatt nem tudja átadni Athaulfnak a kialkudott élelmiszerellátmányt, ezért a vizigótok előbb megostromolják Massiliát (ami Bonifacius comes sikeresen megvéd), majd elfoglalják Narbót.
- Honorius fővezére, Flavius Constantius engedélyezi a Gundahar vezette burgundoknak, hogy római szövetségesként letelepedjenek a Rajna bal partján.
- Konstantinápolyban elkészül Theodosius fala.

### Korea
- 39 éves korában megbetegszik és meghal Kvanggetho kogurjói király. Utóda fia, Csangszu.

## Halálozások
- Heraclianus, római trónkövetelő
- Iovinus, római trónkövetelő
- Sebastianus, római trónkövetelő
- Kvanggetho kogurjói király (*374)
- Prudentius, római költő

## Fordítás
- Ez a szócikk részben vagy egészben  a(z)   413 című angol Wikipédia-szócikk ezen változatának fordításán alapul.  Az eredeti cikk szerkesztőit annak laptörténete sorolja fel. Ez a jelzés csupán a megfogalmazás eredetét és a szerzői jogokat jelzi, nem szolgál a cikkben szereplő információk forrásmegjelöléseként.